# Saalgau
Le Saalgau était un comté du haut Moyen Âge, situé dans la région de Hammelburg en Bavière.
Les comtes en Saalgau étaient issus de la famille des robertiens et de leurs descendants à savoir les Babenberg de Franconie dont :
- Heim(e)rich (Heimo), † 5 mai 795 près de Lüne sur Elbe, en 764 il est cofondateur du cloître de Lorsch, vers 771/785 il est comte en Wetterau, 772/782 comte en Oberrheingau, 777 comte en Saalgau, 778 comte en Lahngau, 784 abbé de Mosbach
- Ruadbert (Robert), petit-fils de Heimo, 817 comte en Saalgau, Oberrheingau et Wormsgau
- Poppo (I.), frère de Robert, 819/839 comte en Saalgau, mort après 839 et père d'Henri de la Marche mort en 886 en défendant Paris